# Olmesartan
Olmesartanul este un medicament antihipertensiv, fiind utilizat în tratamentul hipertensiunii arteriale. Acționează ca antagonist al receptorilor angiotensinei II (sartan, BRA). Calea de administrare disponibilă este cea orală.

## Utilizări medicale
Olmesartan este utilizat în:
- tratamentul hipertensiunii arteriale esențiale la adulți;
- tratamentul hipertensiunii arteriale la copii și adolescenți cu vârsta cuprinsă între 6 și 18 ani.